# إسلام آباد

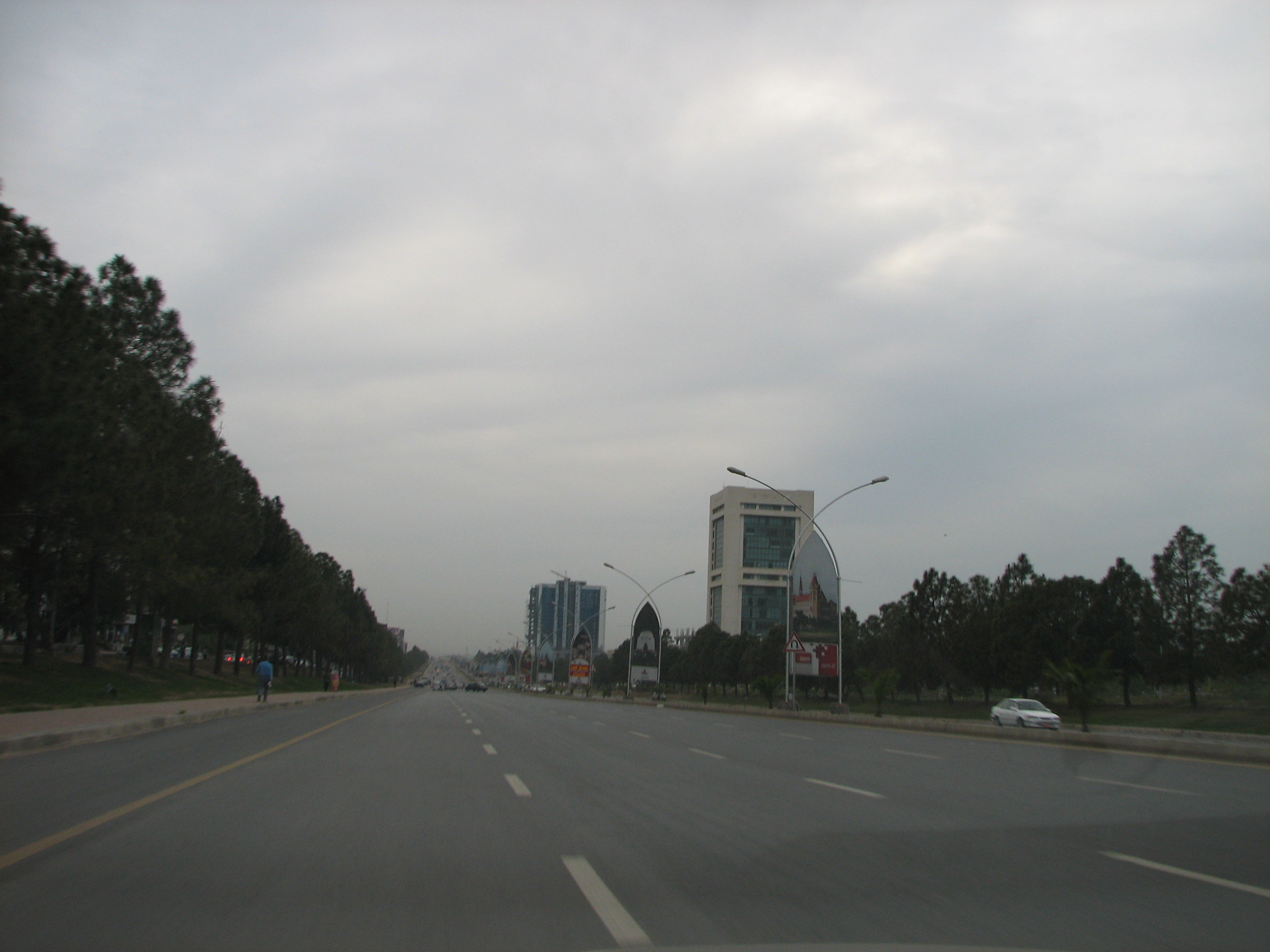
طريق جناح نسبة إلى محمد علي جناح

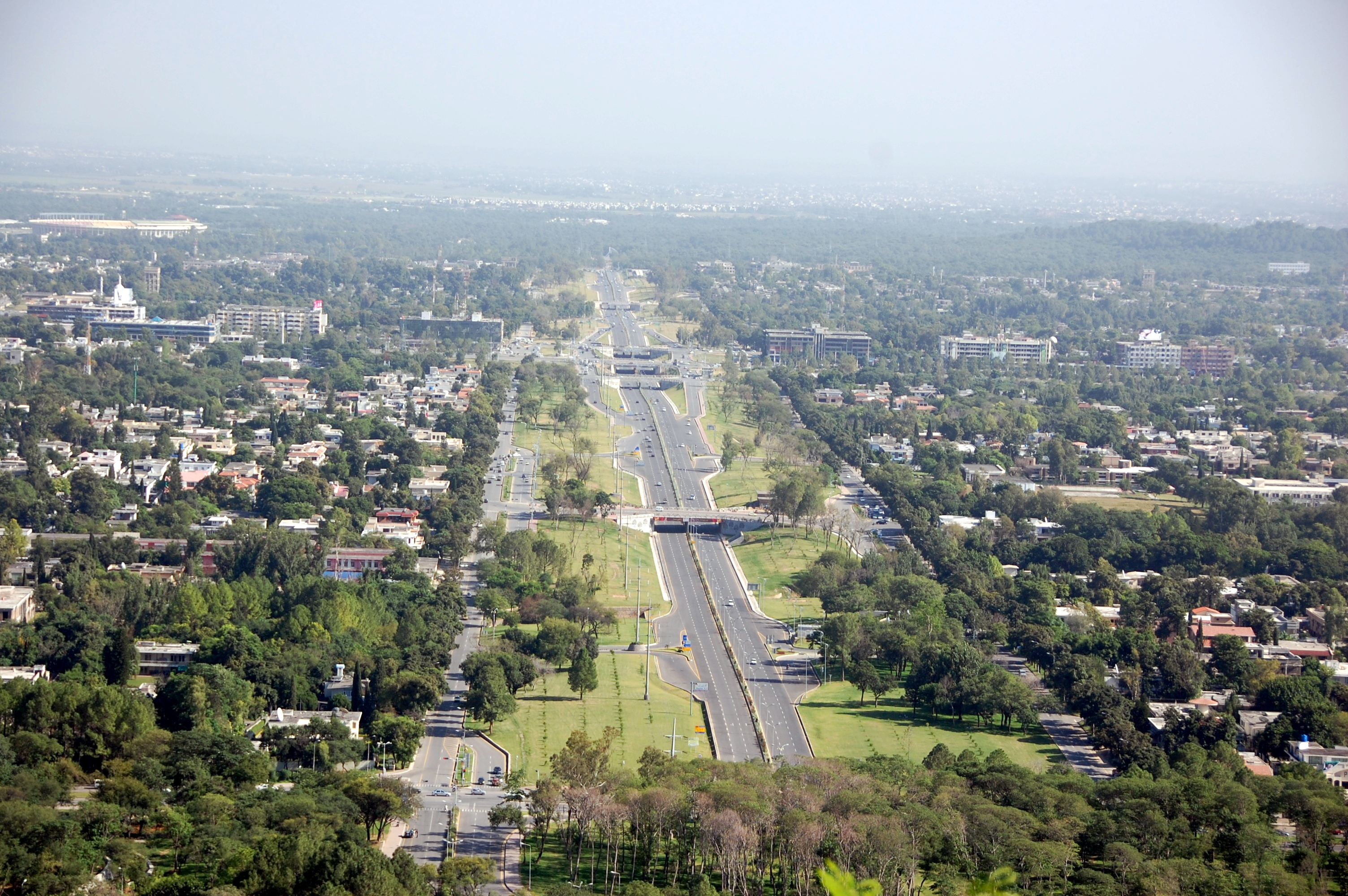
الطريق السابع باتجاه راولبندي.

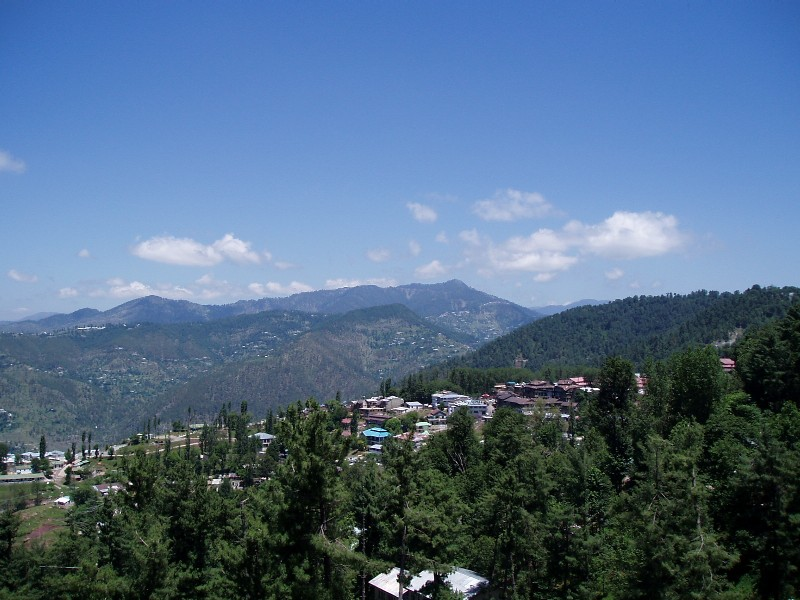
تحصيل مري القريب من إسلام أباد

إِسلَام آبَاد (بمعنى مقر الإسلام) هي عاصمة باكستان وعاشر أكبر مدينة في البلاد من حيث عدد السكان، تقع شمال غربي البلاد على هضبة بوتوهار. وتديرها الحكومة الباكستانية كجزء من إقليم العاصمة إسلام آباد. اختيرت عاصمة للبلاد في ستينات القرن العشرين، وصممت وبنيت في ذاك العقد وانتهى العمل فيها في 1967م وأعلنت عاصمة محل كراتشي كعاصمة وطنية لباكستان رسمية للبلاد.
تم تصنيف إسلام آباد على أنها جاما + من قبل شبكة بحث المدن العالمية والعولمة، ولديها واحدة من أعلى تكاليف المعيشة في باكستان. يهيمن على سكان المدينة مواطنون من الطبقة المتوسطة والعليا. إسلام آباد هي موطن لأكثر من عشرين جامعة، بما في ذلك جامعة بهريا وجامعة القائد الأعظم وجامعة PIEAS ومعهد كومستس تقنية المعلومات وجامعة العلوم والتكنولوجيا الوطنية. كما أنها مصنفة كواحدة من أكثر المدن أمانًا في باكستان ولديها نظام مراقبة موسع يعمل بتقنية تحديد الهوية بموجات الراديو مع ما يقرب من 2000 كاميرا مراقبة نشطة.

## التاريخ

### التاريخ المبكر
يعتبر إقليم العاصمة الاتحادية إسلام آباد، الواقع على هضبة بوتوهار شمال إقليم البنجاب، من أقدم مواقع الاستيطان البشري في آسيا. وقد عُثر على بعض أقدم آثار العصر الحجري في العالم على الهضبة، والتي يعود تاريخها إلى ما بين 100,000 و500,000 عام. وتشهد الأحجار البدائية المُكتشفة من مصاطب نهر سوان على جهود الإنسان البدائي في الفترة ما بين الجليدية. كما عُثر على قطع فخارية وأوانٍ تعود إلى عصور ما قبل التاريخ.
تكشف الحفريات التي أجراها الدكتور عبد الغفور لون عن أدلة على وجود ثقافة ما قبل التاريخ في المنطقة. عُثر على آثار وجماجم بشرية يعود تاريخها إلى عام 5000 قبل الميلاد، مما يشير إلى أن المنطقة كانت موطنًا لشعوب العصر الحجري الحديث التي استقرت على ضفاف نهر سوان والتي طورت لاحقًا مجتمعات صغيرة في المنطقة حوالي عام 3000 قبل الميلاد.
ازدهرت حضارة وادي السند في المنطقة بين القرنين الثالث والعشرين والثامن عشر قبل الميلاد. وفي وقت لاحق، أصبحت المنطقة مستوطنة مبكرة للمجتمع الآري الذي هاجر إلى المنطقة من آسيا الوسطى. عبرت جيوش عظيمة عديدة مثل جيوش ظهير الدين بابر وجنكيز خان وتيمور وأحمد شاه دوراني المنطقة أثناء غزواتهم لشبه القارة الهندية. في عامي 2015-2016، أجرت الإدارة الفيدرالية للآثار والمتاحف، بدعم مالي من الصندوق الوطني للتراث الثقافي، حفريات أثرية أولية كشفت عن بقايا ستوبا بوذية في بان فقيران، بالقرب من كهوف شاه الله ديتا، والتي يرجع تاريخها إلى القرن الثاني إلى القرن الرابع الميلادي.

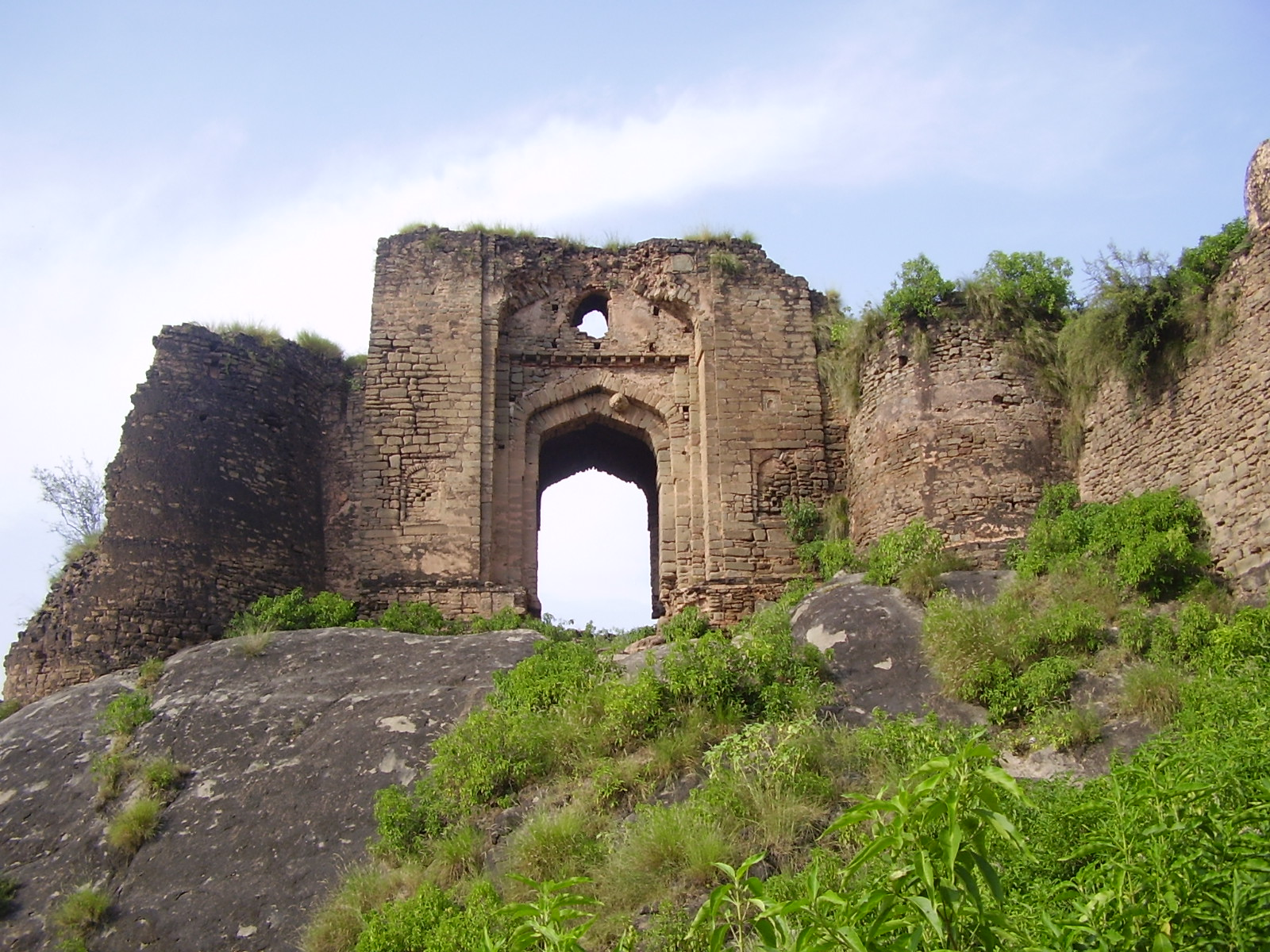
حصن فاروالا من القرن الخامس عشر بجوار نهر سوان

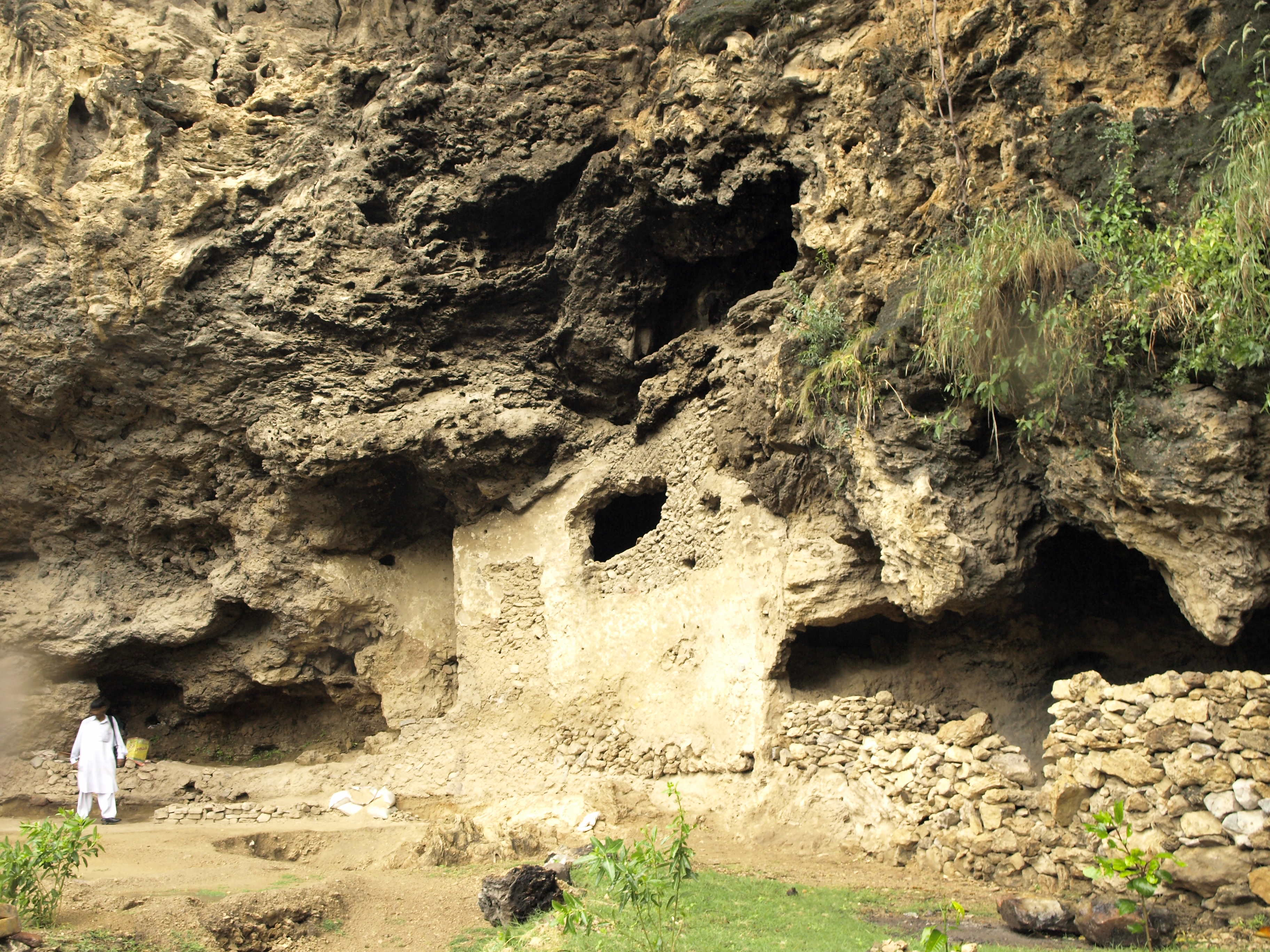
كانت الكهوف في شاه الله ديتا، على مشارف إسلام آباد، جزءًا من مجتمع رهباني بوذي قديم

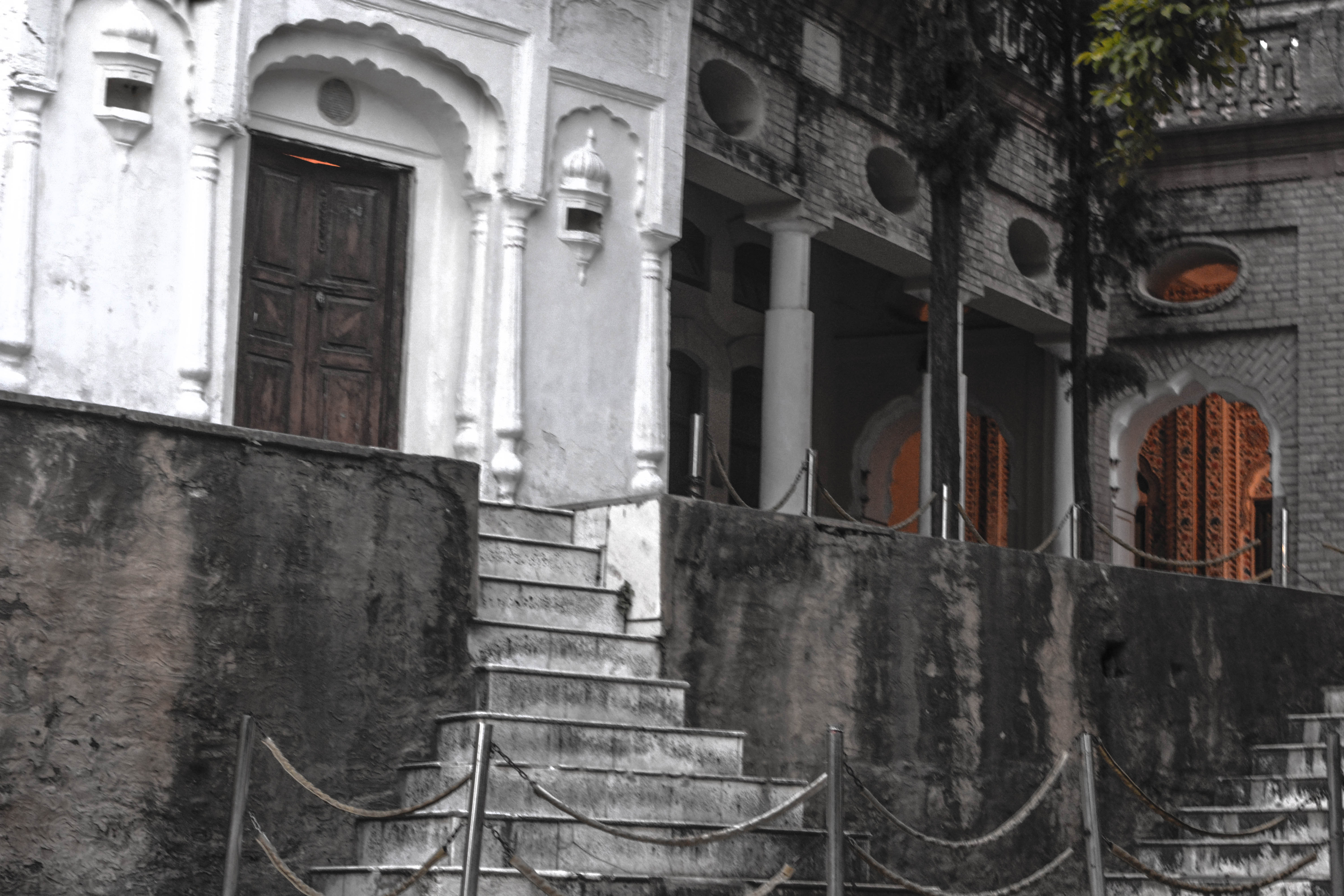
تعود قرية سيدبور التي تم ترميمها إلى ما قبل مدينة إسلام آباد المحيطة بها

### حديثًا
منذ الاستقلال حتى عام 1958 كانت كراتشي عاصمة باكستان في السند. وأدى القلق بشأن تركز الاستثمار والتنمية في تلك المدينة إلى فكرة بناء عاصمة جديدة في مكان آخر. وهو ما تم عام 1958 أثناء حكم الرئيس الباكستاني أيوب خان حين اختير موقع شمال مدينة راولبندي ليكون العاصمة الدائمة، مع اعتبار روالبندي عاصمة مؤقتة. وبدأ العمل في بناء العاصمة الجديدة في الستينيات بنقل عدد من القرى التي كانت تشغل الموقع المطلوب منذ مئات السنين. والتي رفض أهلها مغادرتها فتم نقلهم بالقوة. وبدأ تنفيذ التخطيط الذي أعده مخطط المدن اليوناني كونستانتينوس دوكسياديس الذي خططها بشكل قطاعات ينقسم كل منها إلى أربعة قطاعات فرعية مفصولة بالأحزمة الخضراء والحدائق، وأكثر دوكسياديس من المساحات الخضراء والمساحات المفتوحة. وفي عام 1967، انتقلت العاصمة رسميًا من روالبندي إلى إسلام اباد.
قسمت المدينة إلى مناطق ريفية وحضرية، فالمناطق الحضرية تديرها هيئة تطوير التعاونيات الإنتاجية الريفية، بينما يتوزع 12 في مجالس الاتحاد. 12 بين هذه المجالس الاتحاد الأوروبي ومجلس كورال هي الأكبر والأكثر تقدما في الاتحاد. شهدت إسلام أباد في ابتداء أمرها بناء ونموا بطيئا كما أن الحكومة لم تنتقل بالكامل إليها من روالبندي حتى الثمانينيات، وقد بلغ عدد سكانها آنذاك 250,000.
حدث تغير كبير خلال التسعينيات بازدياد السكان وبناء قطاعات جديدة في العاصمة. تطوير الهيئة المعنية بتنمية التعاونيات أنشئت في 14 من حزيران (يونيو) 1960 (أول أمر تنفيذي أصدر في 24 حزيران (يونيو) 1960 تحت عنوان التنظيم، عاصمة باكستان وحلت محلها هيئة تطوير التعاونيات مرسوم صدر في 27 حزيران / يونيو 1960 أمام البرلمان الوطني وتولّى مهمة تطوير إسلام آباد وكذلك جميع المباني الحكومية الرئيسية. ووفقا لنظام هيئة تطوير التعاونيات، فإن وزارة الداخلية تعين جميع أعضاء مجلس محافظي هيئة تطوير التعاونيات ويقوم بدوره بتعيين موظفي هيئة تطوير التعاونيات بالتشاور مع وزارة الداخلية. إن هيئة تطوير التعاونيات مسؤولة أيضًا عن إدارة مدينة إسلام آباد ومعظم ما حول المدينة. في الثامن من أكتوبر عام 2005، وقع زلزال في الأجزاء الشمالية من باكستان وكان له أثره أيضًا في إسلام آباد إذ دمر أبراج مارجالا الموجودة في القطاع 10. وقد أشارت الدراسات اللاحقة لانهيار المباني أن مواد إنشائها كانت دون المستوى المطلوب. فأرسل سكان المباني عدة شكاوى إلى هيئة التنمية الرأسمالية التي لم ترسل ردا مرضيا. بينما أعلن رئيس وزراء باكستان أن إسلام أباد لن تسمح بمبنى مخالف للقانون.

## الجغرافيا

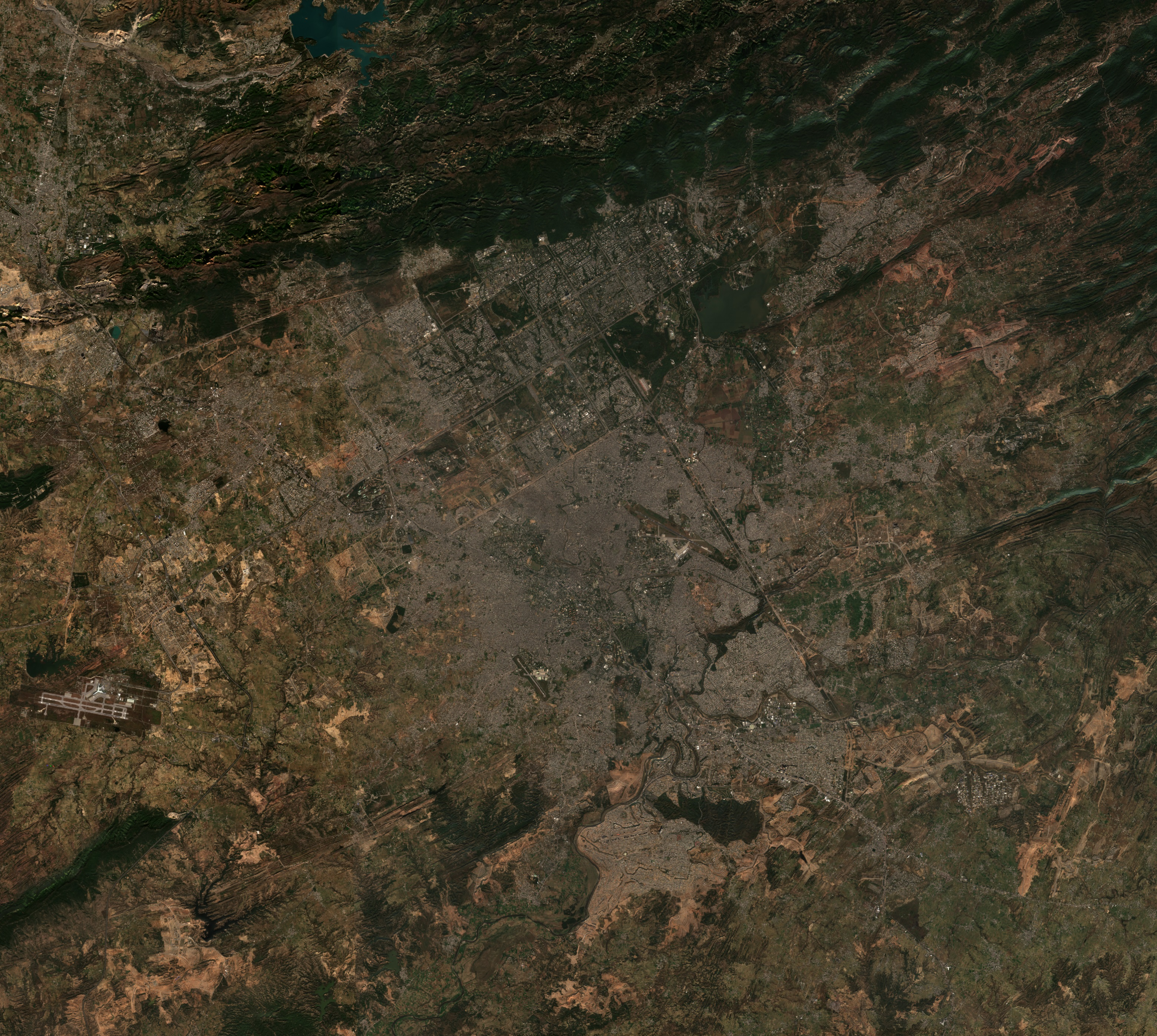
صورة فضائية الإسلام آباد

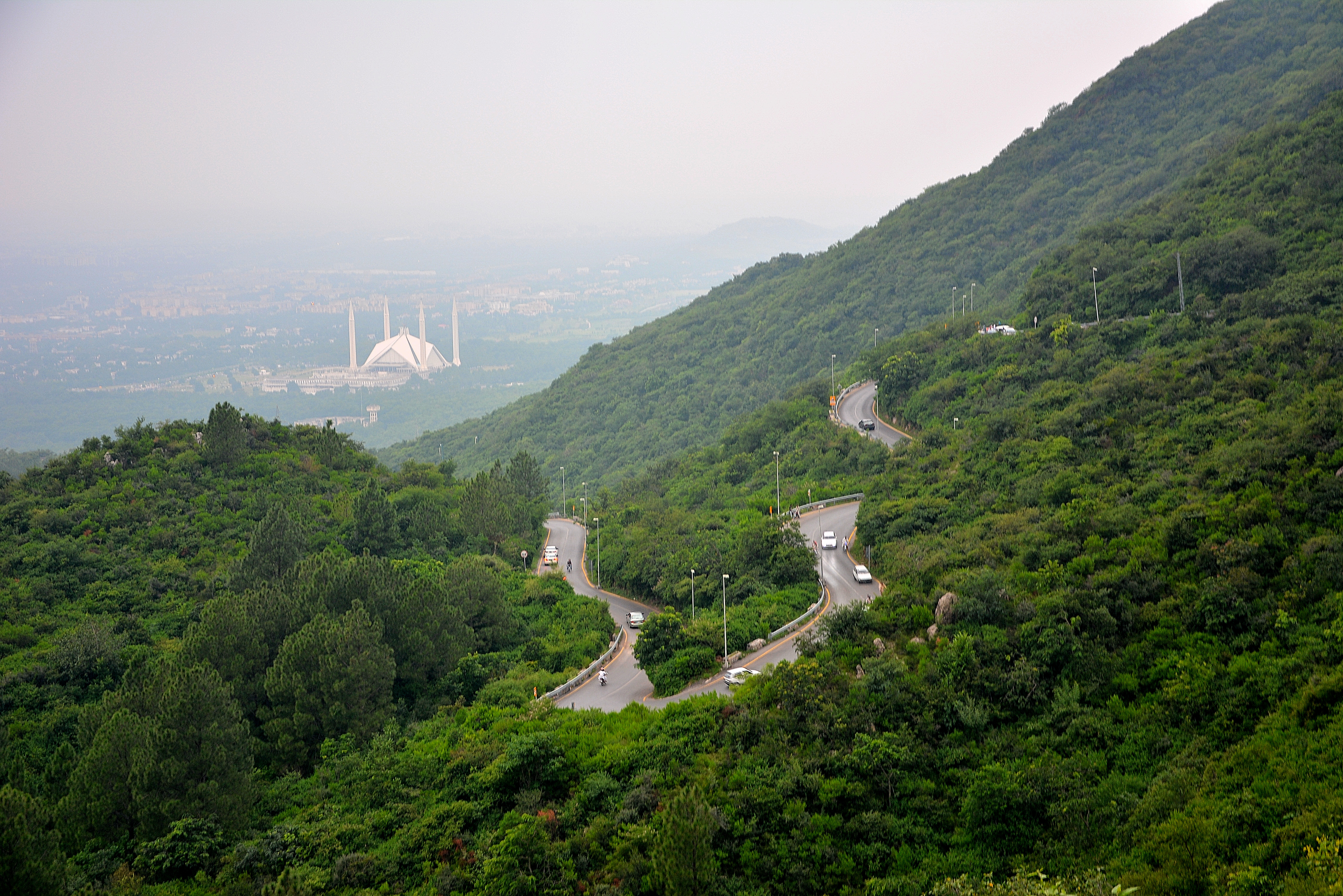
تلال مارجالا، إسلام آباد ويظهر مسجد فيصل.

تقع إسلام آباد عند إحداثيات 33.43° شمالاً 73.04° شرقاً على الحافة الشمالية لهضبة بوتوهار، وعند سفح تلال مارجالا في إقليم العاصمة إسلام آباد. يبلغ ارتفاعها 540 متراً (1770 قدماً). تُشكل العاصمة الحديثة ومدينة راولبندي القديمة في جاخار تجمعاً حضرياً ، ويُشار إليهما عادةً باسم المدينتين التوأم.
إلى الشمال الشرقي من المدينة تقع مدينة موري، وهي مدينة جبلية تعود إلى الحقبة الاستعمارية، وإلى الشمال تقع مقاطعة هاريبور في إقليم خيبر بختونخوا. تقع كاهوتا في الجنوب الشرقي، وتاكسيلا وواه كانت ومقاطعة أتوك في الشمال الغربي، وغوجار خان وراوات ومندرا في الجنوب الشرقي، ومدينة راولبندي الكبرى في الجنوب والجنوب الغربي. تقع إسلام آباد على بُعد 120 كيلومترًا (75 ميلًا) جنوب غرب مظفر آباد، و185 كيلومترًا (115 ميلًا) شرق بيشاور، و295 كيلومترًا (183 ميلًا) شمال غرب لاهور.

### المناخ

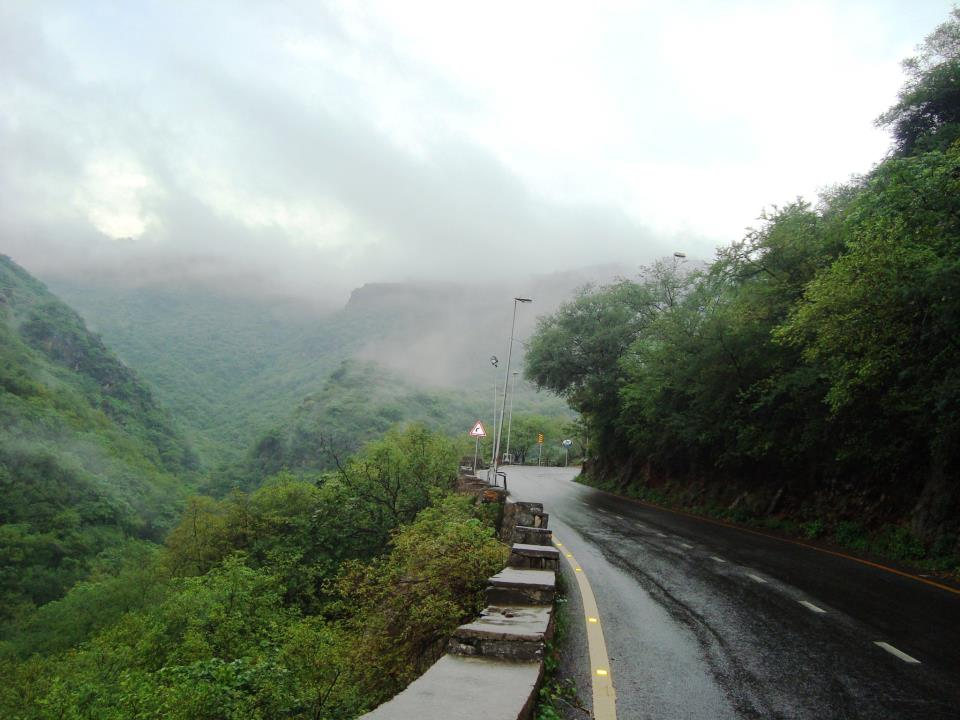
يسمح هطول الأمطار السنوي في إسلام آباد بنمو الغابات الخضراء في تلال المدينة.

تتمتع إسلام آباد بمناخ شبه استوائي رطب (تصنيف كوبن للمناخ: Cwa)، مع خمسة فصول: الشتاء (نوفمبر-فبراير)، والربيع (مارس وأبريل)، والصيف (مايو ويونيو)، والرياح الموسمية الممطرة (يوليو وأغسطس)، والخريف (سبتمبر وأكتوبر). يُعد يونيو الشهر الأكثر حرارة، حيث تتجاوز درجات الحرارة العظمى عادةً 38 درجة مئوية (100.4 درجة فهرنهايت). أما يوليو فهو الشهر الأكثر رطوبة، مع هطول أمطار غزيرة وعواصف رعدية مسائية مع احتمال حدوث فيضانات. أما يناير فهو الشهر الأكثر برودة.
| البيانات المناخية لـإسلام آباد (1991-2020)                                                                      | البيانات المناخية لـإسلام آباد (1991-2020) | البيانات المناخية لـإسلام آباد (1991-2020) | البيانات المناخية لـإسلام آباد (1991-2020) | البيانات المناخية لـإسلام آباد (1991-2020) | البيانات المناخية لـإسلام آباد (1991-2020) | البيانات المناخية لـإسلام آباد (1991-2020) | البيانات المناخية لـإسلام آباد (1991-2020) | البيانات المناخية لـإسلام آباد (1991-2020) | البيانات المناخية لـإسلام آباد (1991-2020) | البيانات المناخية لـإسلام آباد (1991-2020) | البيانات المناخية لـإسلام آباد (1991-2020) | البيانات المناخية لـإسلام آباد (1991-2020) | البيانات المناخية لـإسلام آباد (1991-2020) |
| الشهر | يناير                                      | فبراير                                     | مارس                                       | أبريل                                      | مايو                                       | يونيو                                      | يوليو                                      | أغسطس                                      | سبتمبر                                     | أكتوبر                                     | نوفمبر                                     | ديسمبر                                     | المعدل السنوي                              |
| --- | ------------------------------------------ | ------------------------------------------ | ------------------------------------------ | ------------------------------------------ | ------------------------------------------ | ------------------------------------------ | ------------------------------------------ | ------------------------------------------ | ------------------------------------------ | ------------------------------------------ | ------------------------------------------ | ------------------------------------------ | ------------------------------------------ |
| الدرجة القصوى °م (°ف)                                                                                           | 30.1 (86.2)                                | 30.0 (86.0)                                | 37.0 (98.6)                                | 44.0 (111.2)                               | 45.6 (114.1)                               | 46.6 (115.9)                               | 45.0 (113.0)                               | 42.0 (107.6)                               | 38.1 (100.6)                               | 38.0 (100.4)                               | 32.2 (90.0)                                | 28.3 (82.9)                                | 46.6 (115.9)                               |
| متوسط درجة الحرارة الكبرى °م (°ف)                                                                               | 17.7 (63.9)                                | 20.0 (68.0)                                | 24.8 (76.6)                                | 30.6 (87.1)                                | 36.1 (97.0)                                | 38.3 (100.9)                               | 35.4 (95.7)                                | 33.9 (93.0)                                | 33.4 (92.1)                                | 30.9 (87.6)                                | 25.4 (77.7)                                | 20.4 (68.7)                                | 28.9 (84.0)                                |
| المتوسط اليومي °م (°ف)                                                                                          | 10.7 (51.3)                                | 13.4 (56.1)                                | 18.1 (64.6)                                | 23.6 (74.5)                                | 28.7 (83.7)                                | 31.4 (88.5)                                | 30.1 (86.2)                                | 29.1 (84.4)                                | 27.6 (81.7)                                | 23.3 (73.9)                                | 17.3 (63.1)                                | 12.5 (54.5)                                | 22.2 (72.0)                                |
| متوسط درجة الحرارة الصغرى °م (°ف)                                                                               | 3.6 (38.5)                                 | 6.8 (44.2)                                 | 11.4 (52.5)                                | 16.6 (61.9)                                | 21.5 (70.7)                                | 24.5 (76.1)                                | 24.9 (76.8)                                | 24.2 (75.6)                                | 21.7 (71.1)                                | 15.6 (60.1)                                | 9.1 (48.4)                                 | 4.7 (40.5)                                 | 15.4 (59.7)                                |
| أدنى درجة حرارة °م (°ف)                                                                                         | −6 (21)                                    | −5.0 (23.0)                                | −3.8 (25.2)                                | 2.1 (35.8)                                 | 5.5 (41.9)                                 | 13.0 (55.4)                                | 15.2 (59.4)                                | 14.5 (58.1)                                | 13.3 (55.9)                                | 5.7 (42.3)                                 | −0.6 (30.9)                                | −2.8 (27.0)                                | −6.0 (21.2)                                |
| الهطول مم (إنش)                                                                                                 | 55.2 (2.17)                                | 93.4 (3.68)                                | 95.2 (3.75)                                | 58.1 (2.29)                                | 39.9 (1.57)                                | 78.4 (3.09)                                | 310.6 (12.23)                              | 317.0 (12.48)                              | 135.4 (5.33)                               | 34.4 (1.35)                                | 17.7 (0.70)                                | 25.9 (1.02)                                | 1٬261٫2 (49.65)                            |
| متوسط أيام هطول الأمطار (≥ 1.0 mm)                                                                              | 4.7                                        | 6.3                                        | 7.3                                        | 6.1                                        | 5.2                                        | 6.0                                        | 12.3                                       | 11.9                                       | 6.4                                        | 2.9                                        | 2.0                                        | 2.0                                        | 73.1                                       |
| متوسط الرطوبة النسبية (%)                                                                                       | 67                                         | 63                                         | 62                                         | 52                                         | 42                                         | 44                                         | 68                                         | 76                                         | 67                                         | 62                                         | 63                                         | 66                                         | 61                                         |
| ساعات سطوع الشمس الشهرية                                                                                        | 195.7                                      | 187.1                                      | 202.3                                      | 252.4                                      | 319.0                                      | 300.1                                      | 264.4                                      | 250.7                                      | 262.2                                      | 275.5                                      | 247.9                                      | 195.6                                      | 2٬952٫9                                    |
| ساعات سطوع الشمس اليومية                                                                                        | 6.3                                        | 6.6                                        | 6.5                                        | 8.4                                        | 10.1                                       | 10.0                                       | 8.5                                        | 8.1                                        | 8.7                                        | 8.9                                        | 8.3                                        | 6.3                                        | 8.1                                        |
| المصدر #1: NOAA (الشمس, 1961-1990), الأرصاد الجوية الألمانية (الرطوبة 1973-1990، ساعات الشمس اليومية 1961-1990) |                                            |                                            |                                            |                                            |                                            |                                            |                                            |                                            |                                            |                                            |                                            |                                            |                                            |
| المصدر #2: PMD (التطرفات)                                                                                       |                                            |                                            |                                            |                                            |                                            |                                            |                                            |                                            |                                            |                                            |                                            |                                            |                                            |

## السكان
بلغ عدد سكان مدينة إسلام آباد حسب تعداد العام 2023 نحو 2,363,863 نسمة،

### الدين
الإسلام هو الديانة الأكبر في المدينة، حيث يتبعه 95.43% من السكان، بينما بلغ عدد أتباع المسيحية نحو 4.34% من السكان، ويتركز المسيحيون بشكل رئيسي في المناطق الحضرية، يتبع الهندوسية 0.04% من السكان وفقًا لتعداد عام 2017.

## التعليم
بها العديد من المؤسسات العلمية العليا في البلاد:
- جامعة القائد الأعظم
- الجامعة الوطنية للعلوم والتقنية NUST
- الجامعة الإسلامية العالمية

## الاقتصاد

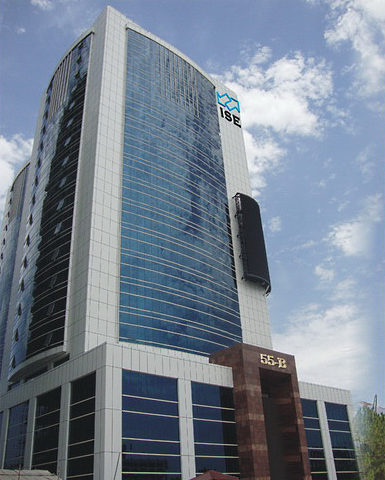
بورصة إسلام أباد